# El camino a la Tierra Media
El camino a la Tierra Media es un estudio académico de las obras de J. R. R. Tolkien escrito por Tom Shippey. Fue publicado por primera vez por Allen & Unwin en 1982 en Gran Bretaña, con una segunda edición publicada en 1993 por Harper Collins y una tercera, revisada y expandida, publicada en 2003. Actualmente es publicado por Houghton Mifflin en Estados Unidos.
El libro habla de las inspiraciones de Tolkien en la creación de la Tierra Media y la escritura de obras como El hobbit, El Señor de los Anillos y El Silmarillion. La segunda edición incluyó comentarios de los 12 volúmenes de La historia de la Tierra Media, compilados y editados por Christopher Tolkien. Un tema recurrente a lo largo de El camino a la Tierra Media es el detallado estudio lingüístico de Tolkien (particularmente del nórdico antiguo y del anglosajón) y la creación de lenguas (como el sindarin y el khuzdul), que aparecen abundantemente en todas sus obras. Shippey descubrió esto durante su estancia en la Universidad de Oxford, cuando ofrecía el mismo plan de estudios que Tolkien, en una época en la que este aún pasaba tiempo allí.
La edición revisada y expandida publicada en 2003 fue bien recibida por los críticos, que dijeron de Shippey que «escribe con claridad inusual y presenta bien sus argumentos». En 1984, el libro recibió Mythopoeic Scholarship Award de estudios sobre los Inklings, un premio «otorgado a libros sobre J. R. R. Tolkien [...] que hagan contribuciones importantes a los estudios sobre los Inklings».